# Seattle Men's Chorus
Seattle Men's Chorus é um coral composto por homens, fundado em 1979 na cidade de Seattle, estado de Washington, Estados Unidos, que se apresenta ao público como o maior coral comunitário do país, e sendo o maior coral de homens gays do mundo. O Seattle Men's Chorus é membro da associação de corais de gays e corais de lésbicas, a Gay and Lesbian Association of Choruses (GALA Choruses).

## Histórico

### Primeira temporada: 1980-1981
No início de 1979 vários membros do coral Grace Gospel Chapel foram a San Francisco onde assistiram uma apresentação do San Francisco Gay Men's Chorus. Inspirados no grupo da Califórnia, eles resolveram começar um coral similar em Seattle. C. David George manteve correspondência extensiva com Jay Davidson, o gerente do SFGMC, de quem recebeu valiosas sugestões e respostas a indagações. O novo grupo encontrou na pessoa de Richard Dollarhide, que mantinha conexões com a Primeira Igreja Metodista Unida de Seattle (Seattle's First United Methodist Church, o seu primeiro condutor. O primeiro ensaio do novo coral aconteceu na sede da igreja metodista de Seattle. O pianista original do grupo foi Jerry Pierce, que também era membro do grupo Grace Gospel. O primeiro anúncio procurando recrutar vocalistas foi publicado no histórico jornal Seattle Gay News (SGN) e em boletins comunitários sendo que vinte e dois interessados se apresentaram na primeira oportunidade.
Alguns dos participantes no início da formação do grupo tinham conhecimentos musicais bastante rudimentares (alguns nem sabiam ler partituras, precisando cometer as rotinas musicais à memória). Dadas estas condições limitadoras, a primeira peça meses para ser aprendida, sendo que somente depois de nove meses foi possível construir um show completo e pronto para ser apresentado ao público.
Depois do show feito no auditório do Museum of History and Industry (Museu de História e Indústria) de Seattle, após desentendimentos entre a diretoria do coral e Richard Dollarhide, ambos romperam relações; e, sonsequentemente, o coral mudou-se por algum tempo para a igreja alemã Vereinigte Deutschsprachige Kirche (nome em idioma alemão) ou German United Church of Christ (em inglês), fundada em 1881 e ainda em funcionamento na atualidade (em 2011). Eventualmente Edward M. Pounds assumiu o cargo de condutor, vindo a preparar o Seattle Men's Chorus para a sua primeira apresentação natalina no Meany Hall, em dezembro de 1980. O concerto prestou homenagem às festas de fim de ano com somente quatro peças de Natal. O afastamento gradual de Pounds deu espaço para Chet Forward e Dennis Coleman, que juntos prepararam o show feito em junho de 1981 na escola de segundo grau Lincoln High School, dividindo entre si a responsabilidade de condutor. Algumas semanas depois o San Francisco Gay Men's Chorus se apresentou na Opera House de Seattle, sua última apresentação de uma turnê nacional em nove cidades. O show foi um grande sucesso junto ao público mas a organização não escapou de dificuldades financeiras, levando vários membros do coral a hipotecar suas residências para ajudar resolver o problema. O coral de San Francisco passou a produzir shows de orçamento reduzido e iniciou uma extensiva campanha de arrecadação de donativos. Apesar das dificuldades financeiras, naquele estágio de sua história, o coral californiano estabeleceu um novo patamar para os corais gays dos Estados Unidos.

### Segunda teporada: 1981-1982
O Seattle Men's Chorus se apresenta pela primeira vez no festival de música Bambershoot.

## Discografia
- Bustin' Out All Over
- Captured Live!!
- Fruit of the Month Club
- Holiday Traditions
- Home
- Joy
- Over The Rainbow! 2000
- The Pink Album
- Silver Bells
- Snowbound!
- Soul Full
- Swellegant Elegance
- UnderCover
- We Are Family
- Winternight Journeys

## Afiliações
- GALA Choruses (Gay and Lesbian Association of Choruses / Associação Gay e Lésbica de Corais)[3]